# Bahnradsport-Weltmeisterschaften 1955
Die Bahnradsport-Weltmeisterschaften 1955 fanden vom 31. August bis 3. September 1955 auf der Vigorelli-Bahn in Mailand statt.
An den Weltmeisterschaften nahmen Sportler aus 24 Nationen teil (die Straßenwettbewerbe miteingerechnet). Rund 15.000 bis 20.000 Zuschauer verfolgten jeweils die Finalkämpfe.
Gastgeber Italien stellte mit drei Weltmeistertiteln die erfolgreichste Mannschaft. Die größte Überraschung war der Sieg im Steherrennen durch den Spanier Guillermo Timoner, der damit gleichzeitig erster spanischer Radsport-Weltmeister wurde. Während dieser Weltmeisterschaften fand der legendäre Stehversuch des Italieners Antonio Maspes gemeinsam mit dem Niederländer Jan Derksen statt, der 32 Minuten und 20 Sekunden dauerte und schließlich von den Schiedsrichtern abgebrochen wurde.
Ende des Jahres 1955 wurde bekannt, dass der französische Verband, der sich zunächst um die Austragung der Weltmeisterschaften beworben hatte, angeblich für den Rückzug seiner Bewerbung vom italienischen Verband fünf Millionen D-Mark erhalten habe. Gerüchte, der Präsident des französischen Verbandes und zugleich Präsident des Weltradsportverbandes UCI, Achille Joinard, habe das Geld persönlich erhalten, wurden vom französischen Verband zurückgewiesen. Im Übrigen habe man auf die Ausrichtung der WM auch deshalb verzichtet, weil bei den Bahnradsport-Weltmeisterschaften 1952 der Zuschauerzuspruch zu gering gewesen sei.

## Resultate der Profis
| Disziplin                | Platz | Land        | Athlet                                   |
| ------------------------ | ----- | ----------- | ---------------------------------------- |
| Sprint                   | 1     | Italien     | Antonio Maspes                           |
|                          | 2     | Schweiz     | Oscar Plattner                           |
|                          | 3     | Niederlande | Arie van Vliet                           |
| Steherrennen (100 km)    | 1     | Spanien     | Guillermo Timoner/Felicien Van Ingelghem |
|                          | 2     | Schweiz     | Walter Bucher/Arthur Pasquier            |
|                          | 3     | Italien     | Giuseppe Martino/Léon Vanderstuyft       |
| Einerverfolgung (5000 m) | 1     | Italien     | Guido Messina                            |
|                          | 2     | Schweiz     | René Strehler                            |
|                          | 3     | Niederlande | Wim van Est                              |

## Resultate der Amateure
| Disziplin                | Platz | Land                   | Athlet           |
| ------------------------ | ----- | ---------------------- | ---------------- |
| Sprint                   | 1     | Italien                | Giuseppe Ogna    |
|                          | 2     | Argentinien            | Jorge Bátiz      |
|                          | 3     | Australien             | John Tresidder   |
| Einerverfolgung (4000 m) | 1     | Vereinigtes Königreich | Norman Sheil     |
|                          | 2     | Vereinigtes Königreich | Peter Brotherton |
|                          | 3     | Italien                | Leandro Faggin   |